# Vriesea funebris
Vriesea funebris är en gräsväxtart som beskrevs av Lyman Bradford Smith. Vriesea funebris ingår i släktet Vriesea och familjen Bromeliaceae. Inga underarter finns listade i Catalogue of Life.